# Dicliptera anomala
Dicliptera anomala är en akantusväxtart som beskrevs av Emery Clarence Leonard. Dicliptera anomala ingår i släktet Dicliptera och familjen akantusväxter. Inga underarter finns listade i Catalogue of Life.